# Heilongjiang Indoor Rink
Крытый каток Хэйлунцзян (Heilongjiang Indoor Rink) — ледовая арена в Харбине, провинция Хэйлунцзян, Китай. Открыт в 18 ноября 1995 года. В 1996 году на катке проходили соревнования Зимних Азиатских игр 1996 года.

## Рекорды катка
| Мужчины         | Мужчины  | Мужчины            | Мужчины        | Мужчины |
| Дистанция       | Время    | Конькобежец        | Дата           |         |
| --------------- | -------- | ------------------ | -------------- | ------- |
| 500 м           | 34,82    | Ли Ган Сок         |                |         |
| 1000 м          | 1.09,17  | Ли Гю Хёк          |                |         |
| 1500 м          | 1.46,79  | Свен Крамер        | 13 ноября 2016 |         |
| 3000 м          | 4.09,26  | Wang Chunyao       |                |         |
| 5000 м          | 6.21,60  | Свен Крамер        | 11 ноября 2016 |         |
| 10 000 м        | 13.35,31 | Арьен ван дер Кифт |                |         |
| Командная гонка | 3.45,33  | Нидерланды         | 12 ноября 2016 |         |

| Женщины         | Женщины | Женщины           | Женщины        | Женщины |
| Дистанция       | Время   | Конькобежец       |                |         |
| --------------- | ------- | ----------------- | -------------- | ------- |
| 500 м           | 38,00   | Нао Кодайра       | 11 ноября 2016 |         |
| 1000 м          | 1.15,94 | Хизер Бергсма     | 12 ноября 2016 |         |
| 1500 м          | 1.57,00 | Хизер Бергсма     | 13 ноября 2016 |         |
| 3000 м          | 4.08,26 | Мартина Сабликова | 11 ноября 2016 |         |
| 5000 м          | 7.19,76 | Dong Feifei       |                |         |
| Командная гонка | 3.04,01 | Нидерланды        | 12 ноября 2016 |         |